# 魔男のイチ
『魔男のイチ』（まだんのイチ）は、原作：西修、作画：宇佐崎しろによる日本の漫画。『週刊少年ジャンプ』（集英社）において、2024年41号から連載中。女性しか魔法を扱えない世界で、魔法を習得してしまった少年・イチを描いた魔法ハンティングファンタジー。

## 沿革
2024年9月9日発売の『週刊少年ジャンプ』2024年41号で連載が開始した。
2025年1月4日、単行本第1巻の発売を記念してボイスコミックが公開された。第1巻の帯には堀越耕平が「読み手が自然と世界を広げている、少年漫画の理想です」という推薦コメントを寄せている。
2025年6月4日、単行本第3巻が発売。帯には星野桂が「こんなにピュアにゾクッとする主人公初めてかも…！」と推薦コメントを寄せている。
2025年7月時点で4巻までの累計発行部数は70万部を突破している。

## あらすじ
魔法が生物として存在し、女性にしか魔法を扱うことができない世界で、イチは山に捨てられて以降、狩猟や採集の生活を送っていた。ある日、イチは今まで見たことのない生物を見つける。その生物は魔法であり、王の魔法（キング・ウロロ）という名の反人類魔法だった。魔女のデスカラスはウロロと戦うものの、ウロロは「女では俺の心臓に傷一つ付けられない」という絶対のルールの前に不可能に終わる。勝ち誇り煽るウロロだったが、突然イチが現れる。男であるイチは事前に仕掛けていた罠にウロロを嵌め、ウロロの心臓に小刀を突き立て、習得することに見事成功。こうして、魔女と魔法の世界にたった一人の魔男が誕生してしまった。そんなイチを危険視したデスカラスの監視下におかれたイチは、デスカラスの誘いによって魔法狩りをすることになるのだった。2人に記録係のクムギを加えた3名は、氷鮫の魔法や菌茸の魔法を順調に攻略していく。そんな時、魔女協会が長年追い続ける反世界の魔法が現れる。

### 章区分
バクガミ編
23話〜43話
魔男お披露目パーティー編
44話〜

## 登場人物

### 魔男
イチ
声 - 戸谷菊之介、藍谷早咲（ボイスコミック）
本作の主人公。一人称は「俺」。王の魔法（キング・ウロロ）を習得してしまった山育ちの少年。165㎝で60㎏、体脂肪率11％という筋肉質な体系をしている。著しく強い狩猟本能を死対死というルールで抑えているが、神の魔法と対峙した際に恐怖や警戒よりも狩猟欲が勝るほどの根っからの狩人。前述の通り殺意に対して非常に敏感であり、殺意を向けられると反射的に体が反応してしまう癖や山育ち故に一般の感覚や常識に疎いため、デスカラスからは手を焼かれている。魔男となってからは首都ナタリーのマンチネル魔女協会に所属し、デスカラスの下で反人類魔法の習得に向かうこととなる。狐の習性や茸の生える場所など、魔法狩りにおいても山暮らしで培った狩猟や採集の知識を遺憾なく発揮し、魔法を異形の存在としてではなく完全に生物として捉える方法をとる。反世界の魔法に対抗するため、各地の魔法を習得していく。

### 魔女・魔女候補生
デスカラス
声 - 小林ゆう（ボイスコミック）
マンチネル魔女協会所属の魔女。「深淵の魔女」という二つ名を持つ。プライドが高く常に不遜な態度をとるが、他の魔女から「化け物」と言われるほどの実力を持つ自他ともに認める現代最強の魔女。習得した魔法は数知れずで、攻撃魔法だけでなく治癒魔法や結界魔法などありとあらゆる魔法を器用に使いこなす。イチが王の魔法を習得してしまったことから成り行きで彼を保護する。予言の魔女より「イチが反世界の魔法を習得することで世界は救われるが、習得した者は死ぬ」という予言がされた際にはイチのみに背負わせることを良しとせず、師弟血判状を使用し運命を共にする覚悟を見せた。かつてリブロという弟がいたが亡くしており、反世界の魔法との関連が示唆されている。
クムギ・ハーヴェスト
声 - 和多田美咲 （2巻発売PV）
マンチネル魔女協会所属の魔女候補生。魔女および魔法研究学部、略して「魔女研」にも所属している。最前線に出るのが怖く魔女研に入ったものの、上司であるシラベドンナに半ば強制される形で記録役としてイチとデスカラスに同行することになる。自己肯定感が低い節があり、不憫な面が目立つ。初対面の時はイチのことを怖がっていたが、次第に打ち解け一緒に遊ぶほどの仲になった。優秀な姉に対して劣等感を抱いている。
マネーゴールド
声 - 丸山美紀（ボイスコミック）
マンチネル魔女協会所属の魔女。「黄金の魔女」という二つ名を持つ。マンチネル魔女協会の協会長を務める。鏡を通して意思疎通することが可能で、リモート会議のようなこともできる。デスカラスに対しては実力を認めつつも自由奔放な振る舞いによく苦労させられている。喫煙者。
シラベドンナ
マンチネル魔女協会所属の魔女。「追究の魔女」という二つ名を持つ。魔女研の統括責任者で研究者。研究対象に対してはタガが外れてしまうが、分析の精度は高く、彼女が正しいと認めたものはすべて正しいと言うほどのもの。
チクトゲ・トゲアイス
マンチネル魔女協会所属の魔女。「銀雪の魔女」という二つ名を持つ。イチのことを信用しておらず、マンチネル魔女学院にて教育すべきだと主張している堅物。氷系統の魔法を多く習得している氷魔法のスペシャリスト。極度の方向音痴。デスカラスとは幼馴染の関係で「デスちゃん」と呼ぶ。
ラブ・ジョー
マンチネル魔女協会所属の魔女候補生。筆頭（カピタン）の1人。杖工具部。
デコーラ・フリル
マンチネル魔女協会所属の魔女候補生。筆頭（カピタン）の1人。服飾部。
スピカ・ハーヴェスト
マンチネル魔女協会所属の魔女候補生。筆頭（カピタン）の1人。調査部第一調査室の室長を務める。クムギの姉。

### 魔法

#### 反人類魔法
王の魔法（キング・ウロロ）
声 - 佐々木義人（ボイスコミック）
反人類魔法。試練は「心臓をとめること」だが、「女ではウロロの心臓に傷一つ付けられない」というルールを敷いている。どんな魔法でも最大出力を修練せずとも引き出せる超越特化魔法で、魔女たちが1000年かけても習得できなかった伝説の魔法だったが、男のイチに習得されてしまった。習得者が死ぬと魔法は解放されるため、いつ何時もイチの首を狙っている食えない人物。
神の魔法（かみのまほう）
反世界の魔法とも呼ばれる。姿や試練等あらゆる情報が不明。対象を生物無生物問わずミイラのように「変滅」させ滅ぼしてしまう。作中の見た目は錫杖を持った端正な顔立ちをした青年。記録上では15年前、街2つと周辺5kmの山々を一瞬にして変滅させたとされる。魔女協会が長年追い続ける最大の敵。
雷狐の魔法（らいこのまほう）
声 - 伊藤節生（ボイスコミック）
反人類魔法。試練は「電撃を食らわずに首玉を奪うこと」。真名は「イナヅリ」で狐の姿をしている。雷による発火の魔法で、人間を焼き尽くすことで雷魔法の頂点に立とうとしていた。当初は周辺の動物を手当たり次第に焼き殺していたが人間へ標的を変えようと移動していたところをイチに発見され、狐の習性を利用されて無力化され習得された。
氷鮫の魔法（ひさめのまほう）
反人類魔法。試練は「氷鮫を美しく飾り立てること」。真名は「ウルワシ」。噛まれると凍ってしまう氷の鮫を出す魔法。独特な美的センスを持つ。イチに自身を舟盛りにされたことで満足し習得された。
菌茸の魔法（きんだけのまほう）
反人類魔法。試練は「管を切り収穫すること」。真名は「マッキルベイン」。一人称は「俺くん」。生き物は皆キノコを神として崇め奉っていると勘違いしており、自分を反人類魔法ではないと思い込んでいる。トゲアイスに管を切られ習得された。
檻蜘蛛の魔法（おりぐものまほう）
反人類魔法。試練は「檻を破壊し角を折ること」。真名は「アリアドネ」。幸福の国「バクガミ」の鉱山を住処としている。イチたちが駆け付ける前に既にゴクラクに叩きのめされていたところをイチが習得した。
幸眠の魔法（こうみんのまほう）
反人類魔法。通称「バクガミ様」。巨大なバクの姿をしているが、本体は体内におり人の姿をしている。バクガミ国のご神体として国民の信仰対象となっている。人々の悲しみを吸い取り幸福を与える魔法だと思われていたが、実際には「幸辛の魔法（こうしんのまほう）」という名であり、その能力は悲しみを吸い取り、また吸い取った悲しみを倍にして与えるというもの。10年間に渡り体内にバクガミ国民の悲しみを溜め続け、それらの悲しみを一挙に持ち主に戻すことでバクガミ国民を自害させ皆殺しにしようと画策していた。試練は「溜め込んだ悲しみを全て受け止めること」。

#### 人類友好魔法
予言の魔法
「ジキシローネ」と名乗るピエロの格好をした少女。寝たきりの少女に自らを無理やり習得させることで身体を乗っ取り操っている。予言を共有するタイミングは自由という条件で、魔女に予言を共有しており、形上は人類有効魔法としての立場をとっている。

### その他の人々
ミナタカさん
イチが幼い頃に出会った狩人であり、狩猟について教わった師匠のような存在。
ゴクラク
「苛虐のゴクラク」と呼ばれている青年。自身の体に魔法具を埋め込んでおり、魔法に挑んで完膚なきまでに叩きのめした後に男ゆえに魔法を習得できず暴れていくだけで去っていくという迷惑行為を繰り返しているため、魔女協会認定の危険人物とされている。埋め込んだ魔法具による肉弾戦を行う。リチアの弟。バクガミ様の正体に感づいており、「最悪の害獣」として強い憎悪と敵意を持っている。悲しむ心そのものを忘れてしまった姉や国民たちを見かねたことでバクガミ様を殴りつけてしまい、その後は指名手配犯として追われる身となる。幸辛の魔法習得後はマンチネル魔女協会にて「特別補助隊員」となり、デスカラス班の一員となる。
リチア・カガミ
バクガミ国第一王女でゴクラクの姉。幸眠の魔法を最初に見つけた人物で、母を失った悲しみを吸い取られ、母の死を何とも思わなくなってしまっている。幸辛の魔法習得後はカガミ国第一王女として国に残った。

## 用語

### 魔女・魔法関連
魔法
意思と人格を持つ生命体。人間は魔法が提示する試練を乗り越えることで、その魔法を習得することができる。人間に友好的な魔法とそうでない魔法が存在し、そうでない魔法は反人類魔法と呼ばれる。習得した人間が死ぬと、その魔法は自由になる。現在確認されている魔法は3185種で、そのうち402種は習得済み。
魔女
生き物である魔法を狩って習得するハンターのこと。魔法を扱うために不可欠な魔力を持つのは女性のみであることから、「魔女」と呼ばれるようになった。
魔法心円（マジックサークル）
魔女の精神世界のこと。魔女に習得された魔法は、その魔女の魔法心円で暮らすことになる。

### 地名
首都ナタリー
人口は約30万人で、海岸沿いに栄える魔法産業の盛んな街。マンチネル魔女協会がある。
マンチネル魔女協会
ナタリーにある魔女協会。魔女の他に魔女候補生も所属しており、上級魔女候補生は魔女の補佐を務め、魔法の研究や魔法具・装備の製作など多種多様な部門で働く。下級魔女候補生は教会内部の教育機関「マンチネル魔女学院」にて魔法の勉強を受けている。
幸福の国「バクガミ」
バクガミ鉱山の居住区域に広がる国。バクガミの国民の多くは、幸眠の魔法を「バクガミ様」として信仰している。もともとは「カガミ国」という名で、魔法具産業で栄えた国だったが、技術と若者が流出し没落。その後、現れた幸眠の魔法を御神体とし「バクガミ国」と改名。世界随一の観光大国となった。

### その他
死対死（しついし）
イチが己に課している「相手に殺意を向けられるまでは、こちらも殺意を向けない」という絶対のルール。
師弟血判状（していけっぱんじょう）
「師匠の命令に弟子が逆らえなくなるかわりに、弟子が死ぬと師匠も死ぬ」という契約書。その性質ゆえに、今や誰も使わない呪われた契約。

## 書誌情報
- 西修（原作）・宇佐崎しろ（作画）『魔男のイチ』集英社〈ジャンプ コミックス〉、既刊4巻（2025年8月4日時点）
  1. 「イチ」 2025年1月4日発売[10]、ISBN 978-4-08-884402-2
  2. 「氷鮫の魔法」 2025年3月4日発売[11]、ISBN 978-4-08-884417-6
  3. 「反世界の魔法」 2025年6月4日発売[12]、ISBN 978-4-08-884580-7
  4. 「バクガミ様」 2025年8月4日発売[13]、ISBN 978-4-08-884611-8